# Йоханес Габріель
Йоганнес Габрієль, або Йоганнес Ґабрієль (нім. Johannes Gabriel; 27 листопада 1969 — 7 червня 2022) — німецький актор, викладач і диктор радіопостановок. Став відомий у ролі німецького офіцера в серіалі 1941, 1942, 1943.

## Біографія
Йоганнес Габрієль народився 27 листопада 1969 року, в місті Лейпциг, Німеччина. У дитинстві мріяв стати актором.
У 1989 році навчався у школі вищої технічної освіти, після навчання підробляв слюсарем на заводі.
У 1995 році закінчив Академію музики та тетра в Лейпцигу.
У 1996—2005 роках Йоханес виступав на сценах театрів Дрездена, Франкфурта-на-Одері, Магдебурга.
2009 року був викладачем Академії виконавських мистецтв. Також він записував аудіокниги, працював на радіо, був відомий як майстер озвучування, володар гарного тембру голосу, а з 2017 року в Німецькій академії поп-музики з театральної імпровізації та мови.
Він став відомий, коли знявся у військовому фільмі «1941», «1942» і «1943» у драмах російсько-українського виробництва виконав роль німецького офіцера Вальтера.
Йоханес Габріель несподівано помер 7 червня 2022 в місті Лейпциг, Німеччина, у віці 52 років, причина смерті невідома.

## Фільмографія
- 1996 — Місце злочину
- 1998 — Відверто кажучи
- 2002 — Максимальна швидкість (телефільм)
- 2003 — Телефон поліції — 110
- 2004 — Операція Валькірія
- 2006 — Червоний какаду
- 2009—2013 — 1941, 1942, 1943 (Серіал)
- 2012 — До Елізи
- 2020 — Смертельний акорд

## Радіоспектаклі
- 2000: Мартін Аміс: Нічний поїзд (рекламний голос A) — Режисер: Йоахім Старіц (адаптація радіовистави, кримінальна радіовистава — MDR/SWR)
- 2000: Ерік-Емманюель Шмітт: Відвідувач — Режисер: Йорг Яннінгс (адаптація радіовистави — MDR/ORF)
- 2003: Крістіна Кальво: Поїзд до Уїклоу (Чоловік 1) — Режисер: Стефан Каніс (Оригінальна радіовистава, Дитяча радіовистава — MDR)
- 2004: Мартін Андерсен-Нексе: Pelle, der Eroberer (версія з двох та п'яти частин) (Bauer 2) — режисер: Гьотц Фріч (адаптація радіовистави — MDR)
- 2007: Іен Левісон: звільнений з оперативних причин (2-й офіцер поліції) — монтаж та постановка: Штеффен Морац (адаптація радіовистави, кримінальна радіовистава — MDR)
- 2009: Уве Йонсон: Третя книга про Ахіма. Радіоспектакль у п'яти частинах (прикордонник/носильник) — монтаж та постановка: Норберт Шеффер (радіоспектакль за редакцією — NDR/MDR)